# Critérium du Dauphiné libéré 1970
La 22e édition du Critérium du Dauphiné libéré a eu lieu du 19 mai au 25 mai 1970. Elle a été remportée par l'Espagnol Luis Ocana

## Classement général final
| Rang | Vainqueur (nationalité)       | Temps |
| ---- | ----------------------------- | ----- |
| 1er  | Luis Ocana, Espagne           |       |
| 2e   | Roger Pingeon, France         |       |
| 3e   | Herman Van Springel, Belgique |       |
| 4e   | Roger De Vlaeminck, Belgique  |       |
| 5e   | Raymond Delisle, France       |       |
| 6e   | Georges Pintens, Belgique     |       |
| 7e   | Joop Zoetemelk, Pays-Bas      |       |
| 8e   | Willy Van Neste, Belgique     |       |
| 9e   | Jan Janssen, Pays-Bas         |       |
| 10e  | Désiré Letort, France         |       |

## Les étapes
L'épreuve se dispute en un prologue et six étapes dont la 2e, la 5e et la 6e comprennent deux demi-étapes (respectivement 2a et 2b, 5a et 5b et 6a et 6b),.
| Étape      | Date   | Villes étapes                      | type                        | Distance (km) | Vainqueur d'étape    | Leader du classement général |
| ---------- | ------ | ---------------------------------- | --------------------------- | ------------- | -------------------- | ---------------------------- |
| Prologue   | 19 mai | Terrenoire – Rochetaillée          | prologue                    | 5             | Raymond Delisle      |                              |
| 1re étape  | 20 mai | Roanne – Chalon-sur-Saône          |                             | 225           | Daniel Van Ryckeghem |                              |
| 2e a étape | 21 mai | Chalon-sur-Saône – Lons-le-Saunier |                             | 62            | Wim Schepers         |                              |
| 2e b étape | 21 mai | Lons-le-Saunier – Lyon             |                             | 143           | Wim Schepers         |                              |
| 3e étape   | 22 mai | Lyon – Sallanches                  |                             | 237           | Roger De Vlaeminck   |                              |
| 4e étape   | 23 mai | Sallanches – Grenoble              |                             | 192           | Jean-Claude Genty    |                              |
| 5e a étape | 24 mai | Grenoble – Privas                  |                             | 146           | Jaak De Boever       |                              |
| 5e b étape | 24 mai | Privas – Vals-les-Bains            | contre-la-montre individuel | 34            | Luis Ocaña           |                              |
| 6e a étape | 25 mai | Aubenas – Cairanne                 |                             | 125           | Georges Pintens      |                              |
| 6e b étape | 25 mai | Cairanne – Avignon                 |                             | 105           | Gerard Vianen        |                              |